# Crystal (Dakota del Nord)
Crystal è un centro abitato (city) degli Stati Uniti d'America, situato nella Contea di Pembina nello Stato del Dakota del Nord. Nel censimento del 2000 la popolazione era di 167 abitanti. La città è stata fondata nel 1879.

## Geografia fisica
Secondo i rilevamenti dell'United States Census Bureau, la località di Crystal si estende su una superficie di 1,70 km², tutti occupati da terre.

## Popolazione
Secondo il censimento del 2000, a Crystal vivevano 167 persone, ed erano presenti 45 gruppi familiari. La densità di popolazione era di 99 ab./km². Nel territorio comunale si trovavano 92 unità edificate. Per quanto riguarda la composizione etnica degli abitanti, il 93,41% era bianco e il 6,59% apparteneva ad altre razze. La popolazione di ogni razza ispanica corrispondeva al 6,59% degli abitanti.
Per quanto riguarda la suddivisione della popolazione in fasce d'età, il 24,6% era al di sotto dei 18, il 6,0% fra i 18 e i 24, il 21,0% fra i 25 e i 44, il 29,3% fra i 45 e i 64, mentre infine il 19,2% era al di sopra dei 65 anni di età. L'età media della popolazione era di 44 anni. Per ogni 100 donne residenti vivevano 94,2 maschi.